# Grundgropen
Grundgropen är en dystopisk roman skriven 1930 av den sovjetiska författaren Andrej Platonov. Boken är en symbolistisk, absurd och existentiell berättelse om sovjetsystemet. En arbetarbrigad gräver en husgrund för ett "gemensamt hus åt proletariatet", de uppmuntras av byggledningen som har storslagna planer på att överträffa partiets önskan och vill göra grundgropen inte bara fyra, utan sex gånger större än ursprungsplanen. En liten flicka, Nastia som kan ses som den framtida sovjetmedborgaren och adopteras av grävarna, bidrar ofta med bloddrypande politiska slagord.
Vid kollektiviseringen äter någon upp tuppen, som utgör ledarskapet i hönsgården, och äventyrar därmed äggproduktionen ("Men kamrater, var är tuppen? [...] Hur skall det kunna bli ägg om inte vår hönsmassa har tillgång till någon produktiv ledning?!"). Aktivisten i kolchosen hotar de fattiga bönderna med "avkolchosifieringen" och inte bara med "avkulakiseringen", men till slut faller han själv offer för avkulakisering när han anklagas för att leda kolchosen ut i "högeropportunismens vänsteristiska träsk". Till slut ansluter sig kolchosarbetarna till proletariatet i husgropen och grävandet fortsätter.
Romanens utopi är en återspegling av motsatsen mellan drömmar och femårsplaner å ena sidan och verklighetens meningslöshet å den andra, liksom motsatsen mellan statens storslagna kommunism och den småskaliga medmänskligheten, och bristen på sådan, som indoktrinerats av politiska dekret.
Boken skrevs färdigt 1930 men publicerades på grund av dess kontroversiella innehåll inte förrän 1987, flera decennier efter författarens död. Kajsa Öberg Lindstens översättning till svenska publicerades 2007.